# Kurt Huber

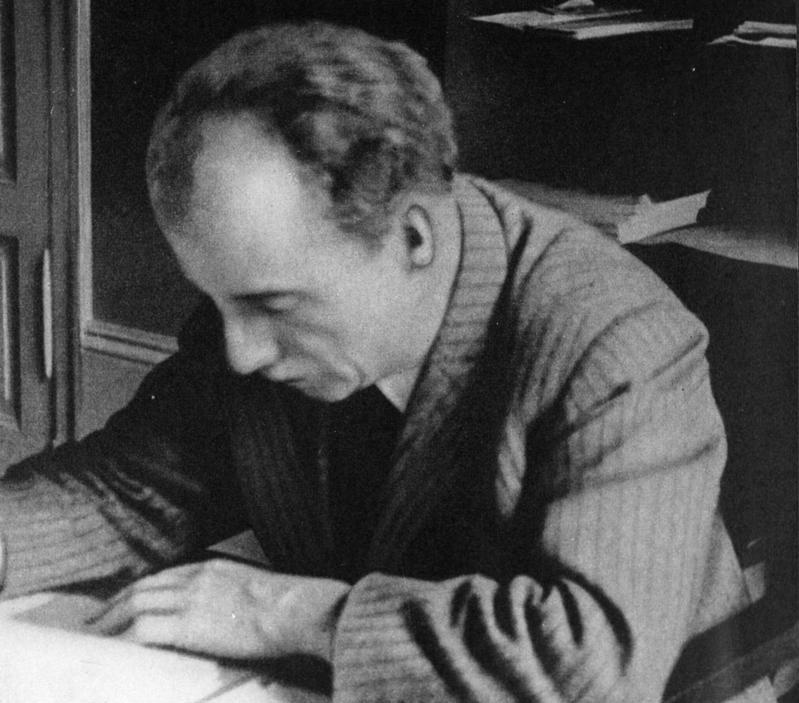
Kurt Huber w swej pracowni

Kurt Huber (ur. 24 października 1893 w Chur, zm. 13 lipca 1943 w Monachium) – członek „Białej Róży”, ugrupowania, które próbowało zwalczać reżim nazistowski w III Rzeszy. Wszyscy członkowie ugrupowania zostali zgilotynowani w 1943 roku.

## Młodość

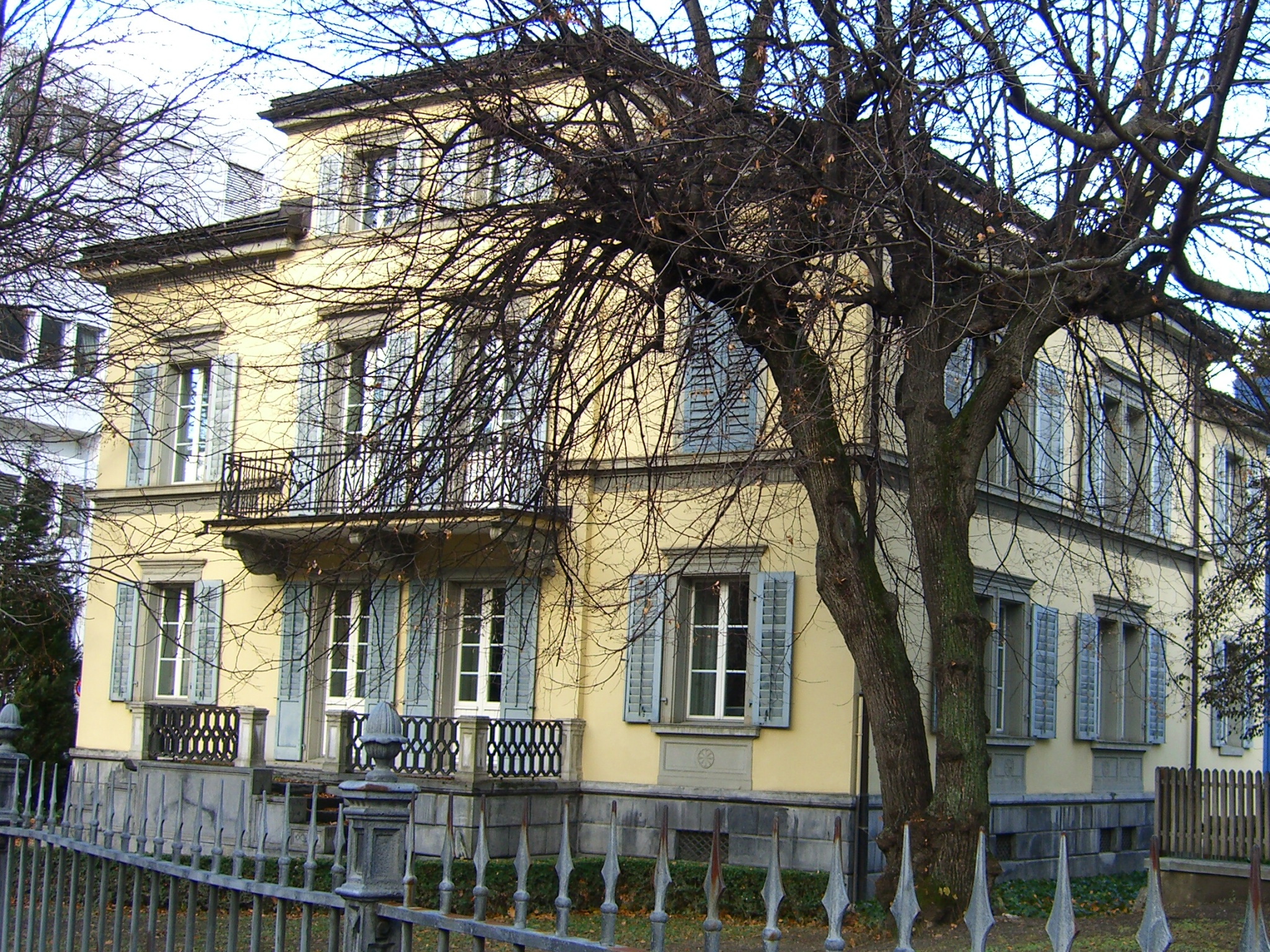
Dom rodzinny Kurta Hubera w Chur

Huber urodził się w niemieckiej rodzinie mieszkającej w Szwajcarii. Dorastał i wychowywał się w Stuttgarcie, ale po śmierci ojca przeniósł się do Monachium. W latach dwudziestych został profesorem muzykologii i filozofii na Uniwersytecie Ludwika i Maksymiliana w Monachium. Tam też włączył się w działalność antynazistowską.

## Ruch oporu
Gdy do władzy w Niemczech doszli naziści, Huber był przerażony, a gdy po wybuchu II wojny światowej z podbijanych przez III Rzeszę państw zaczęły napływać coraz straszniejsze wieści, Huber uznał, że Hitlera i jego rząd trzeba za wszelką cenę pozbawić władzy. Dwaj studenci uczestniczący w jego wykładach, Hans Scholl i Alexander Schmorell, zaproponowali mu przyłączenie się do działań „Białej Róży”.
Huber był autorem szóstej ulotki „Białej Róży”, w której ugrupowanie nawoływało do obalenia nazistowskiego reżimu. Została ona przerzucona przez Szwecję do Wielkiej Brytanii, powielona w milionach egzemplarzy i w roku 1944 (czyli już po śmierci działaczy „Białej Róży”) rozrzucona przez samoloty alianckie nad Niemcami.

### Proces i egzekucja
Działalność polityczna Hubera nie uszła uwadze gestapo. Po przypadkowej wpadce kilku młodych uczestników ruchu przyszła kolej na niego. Został aresztowany 27 lutego 1943. Przypadkowo w dzień po aresztowaniu Hubera w jego domu zjawił się kompozytor Carl Orff. Żona Hubera błagała go, by użył swoich wpływów i ratował przyjaciela, ale Orff odpowiedział jej, że gdyby na jaw wyszło, że przyjaźnił się z Huberem, byłby „skończony”. Orff wyszedł spiesznie, a żona Hubera nie widziała go nigdy więcej. Po latach Orff, którym targały wyrzuty sumienia, miał napisać list do swego nieżyjącego przyjaciela Hubera i prosić go o wybaczenie.
Huber postawiony został 19 kwietnia przed Trybunałem Ludowym. W czasie krótkiej, pokazowej rozprawy przewodniczący trybunału, sędzia Roland Freisler, w brutalny sposób zaatakował Hubera, a następnie skazał go na śmierć jako buntownika.
13 lipca Huber został zgilotynowany w monachijskim więzieniu Stadelheim wraz z Alexandrem Schmorellem. Władze uniwersyteckie zdjęły Hubera ze stanowiska, a nawet odebrały mu stopień doktorski. Został pochowany na cmentarzu Leśnym w Monachium.
Próba przeprowadzenia w okresie późniejszym zbiórki pieniędzy dla zabezpieczenia przyszłości wdowy Clary Huber spowodowała aresztowanie i skazanie na śmierć Hansa Leipelta, studenta, który odważył się taką akcję zorganizować.

## Upamiętnienie
Dla upamiętnienia jego walki i śmierci skwer naprzeciw głównego gmachu monachijskiego uniwersytetu został nazwany Professor Huber Platz. Pamięta się również o tym, że w więzieniu, oczekując na wykonanie wyroku, napisał biografię Gottfrieda Leibniza.